# Eleições para o Senado da Tchéquia em 2010
As eleições para o Senado da Tchéquia em 2010 foram realizadas em 15 e 16 de outubro no primeiro turno e em 22 e 23 de outubro no segundo turno. Concorriam 27 cadeiras da câmara, ou seja um terço do total de assentos.

## Resultados
O partido vencedor foi o Partido Social-Democrata Tcheco (CSSD), que conquistou 44,02% dos votos, ou seja, 12 cadeiras. Em segundo veio o Partido Cívico Democrático, com 33,17% ou 8 cadeiras, e em terceiro lugar o TOP 09, que obteve 7,54% dos votos, ou 2 cadeiras. Os resultados referem-se ao resultado final do segundo turno.